# Tidestromia
Tidestromia é um género botânico pertencente à família Amaranthaceae.

## Espécies
- Tidestromia carnosa
- Tidestromia gemmata
- Tidestromia lanuginosa
  - Tidestromia lanuginosa var. carnosa
  - Tidestromia lanuginosa subsp. eliassoniana
  - Tidestromia lanuginosa var. eliassoniana
  - Tidestromia lanuginosa subsp. lanuginosa
  - Tidestromia lanuginosa var. lanuginosa
- Tidestromia oblongifolia
  - Tidestromia oblongifolia subsp. cryptantha
  - Tidestromia oblongifolia var. oblongifolia
- Tidestromia rhizomatosa
- Tidestromia suffruticosa
  - Tidestromia suffruticosa var. coahuilana
  - Tidestromia suffruticosa var. oblongifolia
  - Tidestromia suffruticosa var. suffruticosa
- Tidestromia tenella
- Tidestromia valdesiana